# Złoty Glob dla najlepszego aktora w serialu dramatycznym
Złote Globy dla najlepszego aktora w serialu dramatycznym jest to kategoria Złotych Globów, przyznawana od 1961 roku przez Hollywoodzkie Stowarzyszenie Prasy Zagranicznej. Jest przyznawana aktorom grającym w serialach dramatycznych.
Laureaci są pogrubionym drukiem. Obok nich podane są role, za jaką otrzymali nagrodę.

## Laureaci

### 1961-69
1969: Mike Connors – Mannix jako Joe Mannix

nominacje:
- Peter Graves – Mission: Impossible jako James Phelps
- Lloyd Haynes – Room 222 jako Pete Dixon
- Robert Wagner – It Takes a Thief jako Alexander Mundy
- Robert Young – Marcus Welby, lekarz medycyny jako dr Marcus Welby

### 1970-79
1970: Peter Graves – Mission: Impossible jako James Phelps

nominacje:
- Mike Connors – Mannix jako Joe Mannix
- Chad Everett – Medical Center jako dr Joe Gannon
- Burt Reynolds – Dan August jako Dan Porucznik Dan August
- Robert Young – Marcus Welby, lekarz medycyny jako dr Marcus Welby

1971: Robert Young – Marcus Welby, lekarz medycyny jako dr Marcus Welby

nominacje:
- Raymond Burr – Ironside jako Robert T. Ironside
- Mike Connors – Mannix jako Joe Mannix
- William Conrad – Cannon jako Frank Cannon
- Peter Falk – Columbo jako porucznik Columbo

1972: Peter Falk – Columbo jako porucznik Columbo

nominacje:
- Mike Connors – Mannix jako Joe Mannix
- William Conrad – Cannon jako Frank Cannon
- Chad Everett – Medical Center jako dr Joe Gannon
- David Hartman – The Bold Ones: The New Doctors jako dr Paul Hunter
- Robert Young – Marcus Welby, lekarz medycyny jako dr Marcus Welby

1973: James Stewart – Hawkins jako Billy Jim Hawkins

nominacje:
- David Carradine – Kung Fu jako Kwai Chang Caine
- Mike Connors – Mannix jako Joe Mannix
- Peter Falk – Columbo jako porucznik Columbo
- Richard Thomas – The Waltons jako John-Boy Walton
- Robert Young – Marcus Welby, lekarz medycyny jako dr Marcus Welby

1974: Telly Savalas – Kojak jako Porucznik Kojak

nominacje:
- Mike Connors – Mannix jako Joe Mannix
- Michael Douglas – Ulice San Francisco jako inspektor Steve Keller
- Peter Falk – Columbo jako porucznik Columbo
- Richard Thomas – The Waltons jako John-Boy Walton

1975: nagroda ex aequo:
- Robert Blake – Baretta jako detektyw Tony Baretta
- Telly Savalas – Kojak jako porucznik Theo Kojak

nominacje:
- Peter Falk – Columbo jako porucznik Columbo
- Karl Malden – Ulice San Francisco jako porucznik Mike Stone
- Barry Newman – Petrocelli jako Anthony J. Petrocelli

1976: Richard Jordan – Captains and the Kings jako Joseph Armage

nominacje:
- Lee Majors – The Six Million Dollar Man jako pułkownik Steve Austin
- Nick Nolte – Pogoda dla bogaczy jako Tom Jordache
- Telly Savalas – Kojak jako porucznik Theo Kojak
- Peter Strauss – Pogoda dla bogaczy jako Rudy Jordache

1977: Edward Asner – Lou Grant jako Lou Grant

nominacje:
- Robert Conrad – Baa Baa Black Sheep jako major Greg Boyington
- Peter Falk – Columbo jako porucznik Columbo
- James Garner – The Rockford Files jako Jim Rockford
- Telly Savalas – Kojak jako porucznik Theo Kojak

1978: Michael Moriarty – Holocaust jako Erik Dorf

nominacje:
- Edward Asner – Lou Grant jako Lou Grant
- James Garner – The Rockford Files jako Jim Rockford
- Richard Hatch – Battlestar Galactica jako kapitan Apollo
- John Houseman – The Paper Chase jako profesor Charles W. Kingsfield Jr.
- Michael Landon – Domek na prerii jako Charles Ingalls

1979: Edward Asner – Lou Grant jako Lou Grant

nominacje:
- Richard Chamberlain – Centennial jako Alexander McKeag
- Erik Estrada – CHIPs jako Francis Llewellyn Poncherello
- James Garner – The Rockford Files jako Jim Rockford
- John Houseman – The Paper Chase jako profesor Charles W. Kingsfield Jr.
- Martin Sheen – Wszystko dla kariery jako John Dean
- Robert Urich – Vega$ jako Dan Tanna
- Robert Wagner – Hart to Hart jako Jonathan Hart

### 1980-89
1980: Richard Chamberlain – Szogun jako John Blackthorne

nominacje:
- Edward Asner – Lou Grant jako Lou Grant
- Larry Hagman – Dallas jako J.R. Ewing
- Robert Urich – Vega$ jako Dan Tanna
- Robert Wagner – Hart to Hart jako Jonathan Hart

1981: Daniel J. Travani – Posterunek przy Hill Street jako kapitan Frank Furillo

nominacje:
- Edward Asner – Lou Grant jako Lou Grant
- John Forsythe – Dynastia jako Blake Carrington
- Larry Hagman – Dallas jako J.R. Ewing
- Tom Selleck – Magnum jako Thomas Magnum

1982: John Forsythe – Dynastia jako Blake Carrington

nominacje:
- Larry Hagman – Dallas jako J.R. Ewing
- Tom Selleck – Magnum jako Thomas Magnum
- Daniel J. Travani – Posterunek przy Hill Street jako kapitan Frank Furillo
- Robert Wagner – Hart to Hart jako Jonathan Hart

1983: John Forsythe – Dynastia jako Blake Carrington

nominacje:
- James Brolin – Hotel jako Peter McDermott
- Tom Selleck – Magnum jako Thomas Magnum
- Daniel J. Travani – Posterunek przy Hill Street jako kapitan Frank Furillo
- Robert Wagner – Hart to Hart jako Jonathan Hart

1984: Tom Selleck – Magnum jako Thomas Magnum

nominacje:
- James Brolin – Hotel jako Peter McDermott
- John Forsythe – Dynastia jako Blake Carrington
- Larry Hagman – Dallas jako J.R. Ewing
- Stacy Keach – Mike Hammer jako Mike Hammer
- Daniel J. Travani – Posterunek przy Hill Street jako kapitan Frank Furillo

1985: Don Johnson – Policjanci z Miami jako detektyw Sonny Crockett

nominacje:
- John Forsythe – Dynastia jako Blake Carrington
- Tom Selleck – Magnum jako Thomas Magnum
- Philip Michael Thomas – Policjanci z Miami jako detektyw Ricardo Tubbs
- Daniel J. Travani – Posterunek przy Hill Street jako kapitan Frank Furillo

1986: Edward Woodward – The Equalizer jako Robert McCall

nominacje:
- William Devane – Knots Landing jako Gregory Summer
- John Forsythe – Dynastia jako Blake Carrington
- Don Johnson – Policjanci z Miami jako detektyw James Crockett
- Tom Selleck – Magnum jako Thomas Magnum

1987: Richard Kiley – A Year in the Life jako Joe Gardner

nominacje:
- Harry Hamlin – Prawnicy z Miasta Aniołów jako Michael Kuzak
- Tom Selleck – Magnum jako Thomas Magnum
- Michael Tucker – Prawnicy z Miasta Aniołów jako Stuart Markowitz
- Edward Woodward – The Equalizer jako Robert McCall

1988: Ron Perlman – Piękna i Bestia jako Vincent

nominacje:
- Corbin Bernsen – Prawnicy z Miasta Aniołów jako Arnie Becker
- Harry Hamlin – Prawnicy z Miasta Aniołów jako Michael Kuzak
- Carroll O’Connor – Gorączka nocy jako szeryf William O. Gillespie
- Ken Wahl – Wiseguy jako Vincent Michael Terranova

1989: Ken Wahl – Wiseguy jako Vincent Michael Terranova

nominacje:
- Corbin Bernsen – Prawnicy z Miasta Aniołów jako Arnie Becker
- Harry Hamlin – Prawnicy z Miasta Aniołów jako Michael Kuzak
- Carroll O’Connor – Gorączka nocy jako szeryf William O. Gillespie
- Ken Olin – thirtysomething jako Michael Steadman

### 1990-99
1990: Kyle MacLachlan – Miasteczko Twin Peaks jako agent Dale Cooper

nominacje:
- Scott Bakula – Zagubiony w czasie jako dr Samuel Beckett
- Peter Falk – Columbo jako Columbo
- James Earl Jones – Gabriel's Fire jako Gabriel Bird
- Carroll O’Connor – Gorączka nocy jako szeryf William O. Gillespie

1991: Scott Bakula – Zagubiony w czasie jako dr Samuel Beckett

nominacje:
- Mark Harmon – Reasonable Doubts jako Dicky Cobb
- James Earl Jones – Pros and Cons jako Gabriel Bird
- Rob Morrow – Przystanek Alaska jako dr Joel Fleischman
- Carroll O’Connor – Gorączka nocy jako szeryf William O. Gillespie
- Sam Waterston – I’ll Fly Away jako Forrest Bedford

1992: Sam Waterston – I’ll Fly Away jako Forrest Bedford

nominacje:
- Scott Bakula – Zagubiony w czasie jako dr Samuel Beckett
- Mark Harmon – Reasonable Doubts jako Dicky Cobb
- Rob Morrow – Przystanek Alaska jako dr Joel Fleischman
- Jason Priestley – Beverly Hills, 90210 jako Brandon Walsh

1993: David Caruso – Nowojorscy gliniarze jako detektyw John Kelly

nominacje:
- Michael Moriarty – Prawo i porządek jako prokurator Ben Stone
- Rob Morrow – Przystanek Alaska jako dr Joel Fleischman
- Carroll O’Connor – Gorączka nocy jako szeryf William O. Gillespie
- Tom Skerritt – Gdzie diabeł mówi dobranoc jako szeryf Jimmy Brock

1994: Dennis Franz – Nowojorscy gliniarze jako detektyw Andy Sipowicz

nominacje:
- Mandy Patinkin – Szpital Dobrej Nadziei jako De Jeffrey Geiger
- Jason Priestley – Beverly Hills, 90210 jako Brandon Walsh
- Tom Skerritt – Gdzie diabeł mówi dobranoc jako szeryf Jimmy Brock
- Sam Waterston – Prawo i porządek jako John J. McCoy

1995: Jimmy Smits – Nowojorscy gliniarze jako detektyw Bobby Simone

nominacje:
- Daniel Benzali – Morderstwo jako Ted Hoffman
- George Clooney – Ostry dyżur jako dr Doug Ross
- David Duchovny – Z Archiwum X jako Fox Mulder
- Anthony Edwards – Ostry dyżur jako dr Mark Greene

1996: David Duchovny – Z Archiwum X jako Fox Mulder

nominacje:
- George Clooney – Ostry dyżur jako dr Doug Ross
- Anthony Edwards – Ostry dyżur jako dr Mark Greene
- Lance Henriksen – Millennium jako Frank Black
- Jimmy Smits – Nowojorscy gliniarze jako detektyw Bobby Simone

1997: Anthony Edwards – Ostry dyżur jako dr Mark Greene

nominacje:
- Kevin Anderson – Nothing Sacred jako ksiądz Francis Xavier Reyneaux
- George Clooney – Ostry dyżur jako dr Doug Ross
- David Duchovny – Z Archiwum X jako Fox Mulder
- Lance Henriksen – Millennium jako Frank Black

1998: Dylan McDermott – Kancelaria adwokacka jako Bobby Donnell

nominacje:
- David Duchovny – Z Archiwum X jako Fox Mulder
- Anthony Edwards – Ostry dyżur jako dr Mark Greene
- Lance Henriksen – Millennium jako Frank Black
- Jimmy Smits – Nowojorscy gliniarze jako detektyw Bobby Simone

1999: James Gandolfini – Rodzina Soprano jako Tony Soprano

nominacje:
- Bill Campbell – Once and Again jako Rick Sammler
- Dylan McDermott – Kancelaria adwokacka jako Bobby Donnell
- Rob Lowe – Prezydencki poker jako Sam Seaborn
- Martin Sheen – Prezydencki poker jako Josiah Bartlet

### 2000–2009
2000: Martin Sheen – Prezydencki poker jako Josiah Bartlet

nominacje:
- Andre Braugher – Gideon’s Crossing jako Ben Gideon
- James Gandolfini – Rodzina Soprano jako Tony Soprano
- Rob Lowe – Prezydencki poker jako Sam Seaborn
- Dylan McDermott – Kancelaria adwokacka jako Bobby Donnell

2001: Kiefer Sutherland – 24 godziny jako Jack Bauer

nominacje:
- Simon Baker – Obrońca jako Nick Fallin
- James Gandolfini – Rodzina Soprano jako Tony Soprano
- Peter Krause – Sześć stóp pod ziemią jako Nate Fisher
- Martin Sheen – Prezydencki poker jako Josiah Bartlet

2002: Michael Chiklis – The Shield: Świat glin jako Vic Mackey

nominacje:
- James Gandolfini – Rodzina Soprano jako Tony Soprano
- Peter Krause – Sześć stóp pod ziemią jako Nate Fisher
- Martin Sheen – Prezydencki poker jako Josiah Bartlet
- Kiefer Sutherland – 24 godziny jako Jack Bauer

2003: Anthony LaPaglia – Bez śladu jako Jack Malone

nominacje:
- Michael Chiklis – The Shield: Świat glin jako Vic Mackey
- William Petersen – CSI: Kryminalne zagadki Las Vegas jako Gil Grissom
- Martin Sheen – Prezydencki poker jako Josiah Bartlet
- Kiefer Sutherland – 24 godziny jako Jack Bauer

2004: Ian McShane – Deadwood jako Al Swearengen

nominacje:
- Michael Chiklis – The Shield: Świat glin jako Vic Mackey
- Denis Leary – Wołanie o pomoc jako Tommy Gavin
- Julian McMahon – Bez skazy jako Christian Troy
- James Spader – Orły z Bostonu jako Alan Shore

2005: Hugh Laurie – Dr House jako Gregory House

nominacje:
- Patrick Dempsey – Chirurdzy jako Derek Shepherd
- Matthew Fox – Zagubieni jako Jack Shephard
- Wentworth Miller – Skazany na śmierć jako Michael Scofield
- Kiefer Sutherland – 24 godziny jako Jack Bauer

2006: Hugh Laurie – Dr House jako Gregory House

nominacje:
- Patrick Dempsey – Chirurdzy jako Derek Shepherd
- Michael C. Hall – Dexter jako Dexter Morgan
- Bill Paxton – Trzy na jednego jako Bill Henrickson
- Kiefer Sutherland – 24 godziny jako Jack Bauer

2007: Jon Hamm – Mad Men jako Don Draper

nominacje:
- Michael C. Hall – Dexter jako Dexter Morgan
- Hugh Laurie – Dr House jako Gregory House
- Bill Paxton – Trzy na jednego jako Bill Henrickson
- Jonathan Rhys Meyers – Dynastia Tudorów jako Henryk VIII Tudor

2008: Gabriel Byrne – Terapia jako Paul Weston

nominacje:
- Michael C. Hall – Dexter jako Dexter Morgan
- Jon Hamm – Mad Men jako Don Draper
- Hugh Laurie – Dr House jako Gregory House
- Jonathan Rhys Meyers – Dynastia Tudorów jako Henryk VIII Tudor

2009: Michael C. Hall – Dexter jako Dexter Morgan

nominacje:
- Simon Baker – Mentalista jako Patrick Jane
- Jon Hamm – Mad Men jako Don Draper
- Hugh Laurie – Dr House jako Gregory House
- Bill Paxton – Trzy na jednego jako Bill Henrickson